# Emperador
Emperador (auch: Lugar Nuevo del Emperador oder La Venta del Emperador) ist ein Ort und eine Gemeinde (municipio) mit 693 Einwohnern (Stand: 2024) in Spanien, in der Provinz und Autonomen Gemeinschaft Valencia. 
Emperador ist mit 2,8 Hektar (entspricht 0,028 Quadratkilometern) eine der kleinsten Gemeinden Spaniens. Sie wird vollständig von der Gemeinde Museros umgeben. Von 1978 bis 1985 war Emperador Teil der Gemeinde Museros.

## Lage
Emperador liegt etwa zwölf Kilometer nordnordöstlich vom Stadtzentrum von Valencia in einer Höhe von ca. 20 m. Die Gemeinde besteht lediglich aus sieben Straßenzügen.

## Bevölkerungsentwicklung
| Jahr      | 1900 | 1920 | 1950 | 1970 | 1981 | 1991 | 2001 | 2011 | 2021 |
| Einwohner | 172  | 143  | 230  | 167  | -    | 161  | 215  | 637  | 698  |

## Sehenswürdigkeiten

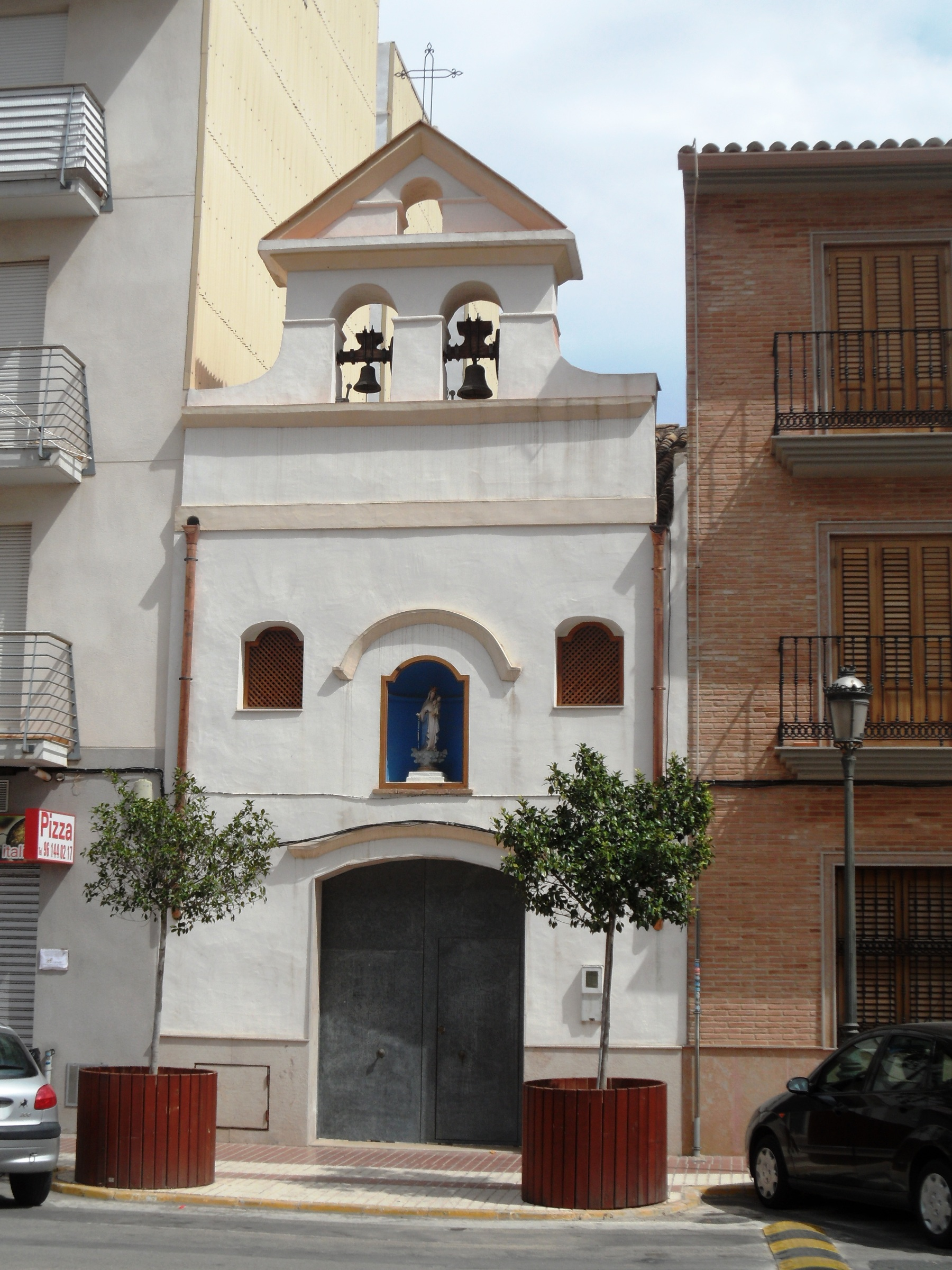
Kapelle Maria Rosenkranz
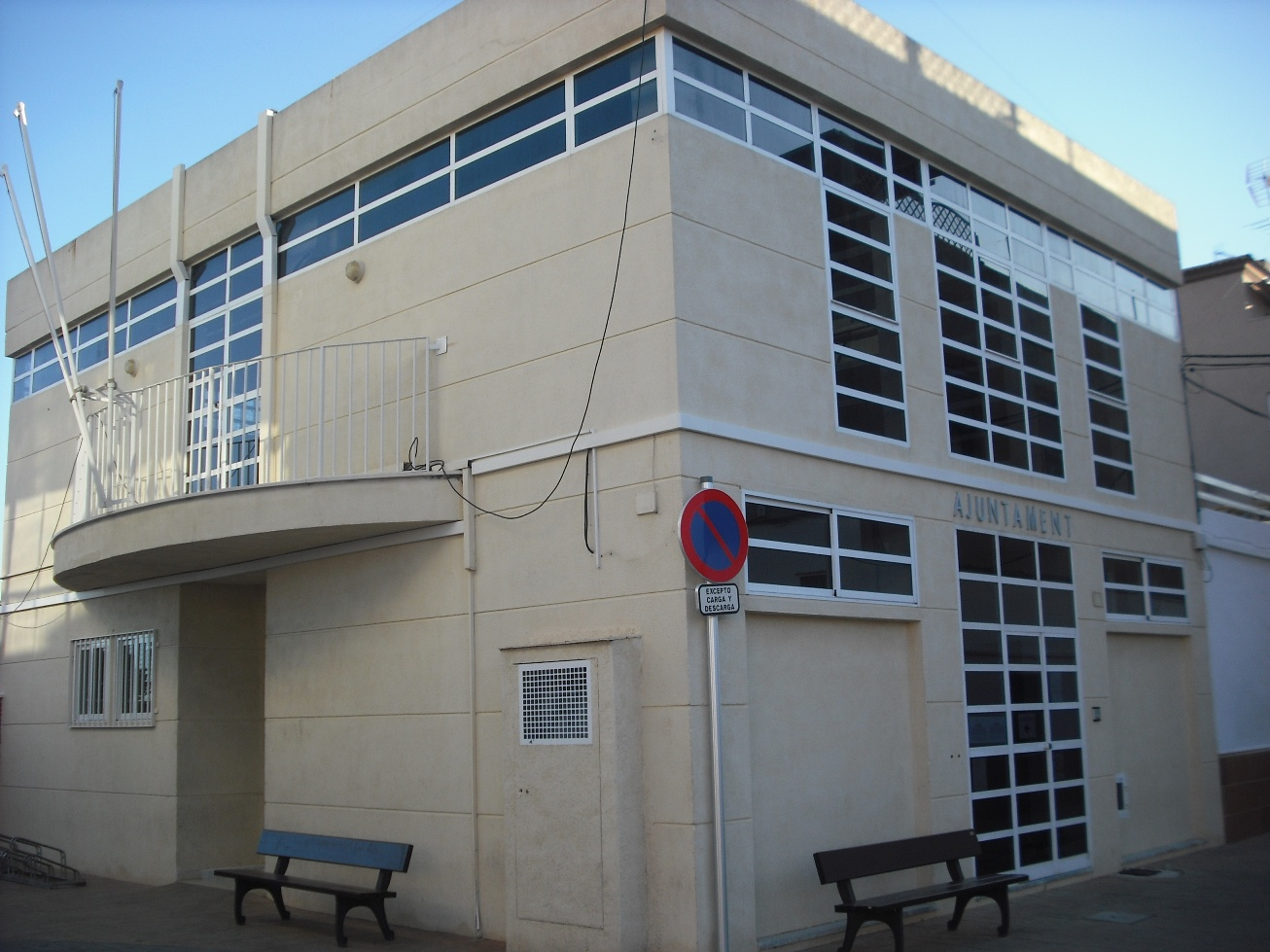
Rathaus

- Kapelle Maria Rosenkranz
- Rathaus